# وايت إيكن
وايت إيكن هو سياسي أمريكي، ولد في 14 ديسمبر 1863 في ماكون في الولايات المتحدة، وتوفي في 6 فبراير 1923 في أبفيل في الولايات المتحدة. نشط حزبياً في الحزب الديمقراطي. وقد انتخب عضو مجلس النواب الأمريكي ‏.